# Connaissance des temps
Die Connaissance des temps, früher auch Connoissance des temps und Connaissance des tems ist das amtliche astronomische Jahrbuch in Frankreich. Seit 1985 erscheint es unter dem Titel Ephémérides astronomiques. Annuaire du Bureau des longitudes.

## Inhalt und Erscheinungsweise
Das Jahrbuch enthält in einem ersten Teil die Angaben der für die Benutzung notwendigen Grundlagen und in einem Tabellenteil die Ephemeriden von Sonne, Mond, Planeten und den wichtigsten Planetenmonden. Es wird vom Bureau des Longitudes in Paris herausgegeben.
Es besteht außerdem ein Begleitband mit Erklärungen, der nicht jährlich aktualisiert wird (vgl. Literaturhinweise unten).
Der französische Astronom Jean Picard gründete die „Connaissance des temps ou des mouvements célestes“ (Kenntnis der Zeiten oder der Himmelsbewegungen), welche für das Jahr 1679 als erste nationale Ephemeride überhaupt erschien, und die er bis zu seinem Tod 1682 herausgab. In den Jahren von 1760 bis 1776 wurde das Werk von Jérôme Lalande herausgegeben.

## Erstausgabe
- La Connoissance des temps, ou calendrier et éphémérides du lever & coucher du soleil, de la lune, & des autres planètes. Avec les éclipses pour l’année MDCLXXIX […]. Paris 1679 (Digitalisat).